# Michael Edward Fossum
Michael Edward Fossum (Sioux Falls, Dél-Dakota, 1957. december 19.–) amerikai berepülőpilóta, űrhajós.

## Életpálya
1980-ban a texasi A & M Universityn gépészmérnöki oklevelet szerzett. 1981-ben repülőgép technológiából doktorált. 1985-ben Kaliforniában berepülőpilóta, valamint repülőbalesetek kivizsgálásából vizsgázott. Az F–16 változásainak tesztelésével foglalkozott. Több mint 800 órát töltött a levegőben, több mint 34 repülőgéptípuson végzett tesztelést. 1993-ban dolgozott a NASA kötelékében, mint rendszermérnök. Feladata volt értékelni a Szojuz űrhajó felhasználásának lehetőségeit (szállító/mentő egység) az  új, Nemzetközi Űrállomás (ISS) alkalmazásának időszakában. Feladata lett az ISS üzemeltetésének átfogó lehetőségeinek kidolgozása. Az űrrepülőgépek támogató és irányítási rendszerének kidolgozása, működésének ellenőrzése lett munkafeladata. 1997-ben fizikai tudományokból eredményesen megvédte doktorátusát. 1997-ben az X–38 rakéta-repülőgép prototípusának berepülését végezte, kipróbálandó az ISS űrállomásról történő mentés lehetőségét.
1998. június 4-től részesült űrhajóskiképzésben a Lyndon B. Johnson Űrközpontban, valamint a Jurij Gagarin Űrhajós Kiképző Központban. Három űrszolgálata alatt összesen 193 napot, 19 órát és 2 percet töltött a világűrben. Három űrsétáján (kutatás, szerelés) összesen  0,90 napot töltött az űreszközökön kívül.

## Űrrepülések
- STS–121 a Discovery űrrepülőgép küldetés specialistája. Első űrszolgálatán összesen 12 napot, 18 órát és 36 percet töltött a világűrben. Három űrsétát (kutatás, szerelés) végzett.
- STS–124 a Discovery űrrepülőgép 35. repülésén küldetés specialistája. A mikrogravitációs kísérletek elősegítésére szállította a Kibo modul második elemét. Második űrszolgálatán összesen 13 napot, 18 órát és 13 percet töltött a világűrben. Végzett három űrsétát (kutatás, szerelés).
- Szojuz TMA–02M fedélzeti mérnöke, az ISS parancsnoka. Az időszakos karbantartó munkálatok mellett elvégezte az előírt kutatási, kísérleti és tudományos feladatokat. Több mikrogravitációs kísérletet, emberi-, biológia- és a biotechnológia, fizikai és anyagtudományi, technológiai kutatást, valamint a Földdel és a világűrrel kapcsolatos kutatást végzett. Fogadta az űrsiklókat és a nemzetközi teheregységeket, valamint a teherűrhajók szállítmányait segített kirámolni, illetve bepakolni a keletkezett hulladékot. Harmadik űrszolgálatán összesen 167 napot, 06 órát és 13 percet töltött a világűrben.

### Tartalék személyzet
Szojuz TMA–20 fedélzeti mérnöke